# Cole Gromley
Cole Gromley (* 26. Dezember 1999 in Norcross, Georgia) ist ein ehemaliger US-amerikanischer Tennisspieler.

## Karriere
Cole Gromley spielte in seiner Jugend für sein Hight-School-Team, mit welchem er 2017 Meister des Staates Georgia wurde. Im selben Jahr wurde er auch bester Einzelspieler des Staates. Bei einem registrierten Profiturnier der Tennisverbände spielte er in seiner Jugend nie.
2018 begann Gromley ein Studium an der Georgia Institute of Technology, wo er auch College Tennis spielt. Kurz vor seinem zweiten Studienjahr wurde ihm von den Turnierverantwortlichen der BB&T Atlanta Open eine Wildcard für das Hauptfeld des Einzelbewerbs zugesprochen. Dies stellte sein erstes Match auf der ATP Tour sowie sein erstes Profimatch überhaupt dar. In diesem unterlag er dem Franzosen Ugo Humbert in zwei Sätzen. Seitdem kam er zu keinen weiteren Turnierteilnahmen und konnte sich bislang nicht in der Weltrangliste platzieren. Er wechselte in seinem vierten Studienjahr an die Baylor University. Eine Saison setzte er verletzt aus.
Nach 2019 spielte er kein Match mehr.